# Tarcal, Borsod-Abaúj-Zemplén
Tarcal este un sat în districtul Tokaj, județul Borsod-Abaúj-Zemplén, Ungaria, având o populație de 3.060 de locuitori (2011). 

## Demografie
Componența etnică a satului Tarcal
     Maghiari (90,02%)
     Romi (8,98%)
     Necunoscut (0,41%)
     Alții (0,59%)
Componența confesională a satului Tarcal
     Romano-catolici (36,9%)
     Reformați (26,6%)
     Fără religie (8,53%)
     Greco-catolici (3,04%)
     Necunoscută (24,31%)
     Alte religii (1,24%)
Conform recensământului din 2011, satul Tarcal avea 3.060 de locuitori. Din punct de vedere etnic, majoritatea locuitorilor (90,02%) erau maghiari, cu o minoritate de romi (8,98%). Apartenența etnică nu este cunoscută în cazul a 0,41% din locuitori. Nu există o religie majoritară, locuitorii fiind romano-catolici (36,9%), reformați (26,6%), persoane fără religie (8,53%) și greco-catolici (3,04%). Pentru 24,31% din locuitori nu este cunoscută apartenența confesională.